# Eyvānekey
Eyvānekey (persiska: ایوانكی) är en ort i Iran.   Den ligger i provinsen Semnan, i den centrala delen av landet, 70 km sydost om huvudstaden Teheran. Eyvānekey ligger 1 074 meter över havet och antalet invånare är 10 396.
Terrängen runt Eyvānekey är varierad.Runt Eyvānekey är det glesbefolkat, med 9 invånare per kvadratkilometer. Eyvānekey är det största samhället i trakten. Trakten runt Eyvānekey är ofruktbar med lite eller ingen växtlighet.